# Les Révoltés d'Attica (téléfilm, 1994)
 (mai 2016).
Si vous disposez d'ouvrages ou d'articles de référence ou si vous connaissez des sites web de qualité traitant du thème abordé ici, merci de compléter l'article en donnant les références utiles à sa vérifiabilité et en les liant à la section « Notes et références ».
Pour les articles homonymes, voir Les Révoltés d'Attica.
Pour plus de détails, voir Fiche technique et Distribution.
Les Révoltés d'Attica ou Au pied du mur au Québec (Against the Wall) est un téléfilm américain réalisé par John Frankenheimer, diffusé le 26 mars 1994 sur HBO. Il revient sur la mutinerie de la prison d'Attica, qui a lieu du 9 au 13 septembre 1971

## Synopsis
En septembre 1971, des détenus du centre correctionnel d'Attica, excédés par le manque de respect de leurs droits civiques dans les lieux, prennent d'assaut l'établissement et séquestrent plusieurs gardiens.

## Fiche technique
Sauf indication contraire, les informations mentionnées dans cette section peuvent être confirmées par la base de données cinématographiques IMDb,  présente dans la section « Liens externes ».
- Titre original : Against the Wall
- Titre français : Les Révoltés d'Attica
- Titre québécois : Au pied du mur
- Réalisation : John Frankenheimer
- Scénario : Ron Hutchinson
- Direction artistique : Sandi Cook
- Décors : Michael Z. Hanan
- Costumes : Sylvia Vega-Vasquez
- Photographie : John R. Leonetti
- Montage : Lee Percy
- Musique : Gary Chang
- Production : Steven R. McGlothen

Producteur associé : Jerry Adams
Producteurs délégués : Jonathan Axelrod, Harvey Bibicoff et Irwin Meyer
- Société de production : HBO Films
- Société de distribution : HBO (États-Unis)
- Budget : 5,8 millions de dollars
- Pays d'origine :  États-Unis
- Langue originale : anglais
- Format : couleur -
- Genre : drame, historique
- Durée : 111 minutes
- Dates de sortie[1] :
  -  États-Unis : 26 mars 1994 (1re diffusion sur HBO)

## Distribution
- Kyle MacLachlan (VF : Renaud Marx) : Michael Smith
- Samuel L. Jackson (VF : Pascal Renwick) : Jamaal
- Clarence Williams III : Chaka
- Frederic Forrest (VF : Jacques Frantz) : Weisbad
- Harry Dean Stanton : Hal
- Philip Bosco (VF : Marcel Guido) : Oswald
- Tom Bower (VF : Bernard Tixier) : Ed
- Anne Heche (VF : Nathalie Regnier) : Sharon
- Danny Trejo : Un prisonnier